# دایماجین
دایماجین (به ژاپنی: 大魔神 Daimajin) یک سری فیلم‌های ژاپنی است. سه‌گانه فیلم‌ها همه به‌طور همزمان فیلمبرداری شده و در سال ۱۹۶۶ با سه کارگردان متفاوت و عمدتاً یک گروه اکران شد.